# Saint-Ouen-de-Pontcheuil
Saint-Ouen-de-Pontcheuil es una comuna francesa situada en el departamento de Eure, en la región de Normandía.

## Demografía
| 52 | 53 | 57 | 89 | 108 | 100 | 101 |
| Para los censos de 1962 a 1999 la población legal corresponde a la población sin duplicidades (Fuente: INSEE [Consultar]) |    |    |    |     |     |     |